# Aristida arubensis
Aristida arubensis är en gräsart som beskrevs av Johannes Jan Theodoor Henrard. Aristida arubensis ingår i släktet Aristida och familjen gräs. Inga underarter finns listade i Catalogue of Life.